# Marolles-en-Beauce
Marolles-en-Beauce és un municipi francès, situat al departament de l'Essonne i a la regió de Illa de França. L'any 2007 tenia 213 habitants.
Forma part del cantó d'Étampes, del districte d'Étampes i de la Comunitat d'aglomeració de l'Étampois Sud-Essonne.

## Demografia

### Població
El 2007 la població de fet de Marolles-en-Beauce era de 213 persones. Hi havia 76 famílies, de les quals 12 eren unipersonals (8 homes vivint sols i 4 dones vivint soles), 24 parelles sense fills, 36 parelles amb fills i 4 famílies monoparentals amb fills.
La població ha evolucionat segons el següent gràfic:
Habitants censats

### Habitatges
El 2007 hi havia 77 habitatges, 75 eren l'habitatge principal de la família i 2 eren segones residències. Tots els 77 habitatges eren cases. Dels 75 habitatges principals, 65 estaven ocupats pels seus propietaris i 10 estaven llogats i ocupats pels llogaters; 1 tenia una cambra, 5 en tenien dues, 9 en tenien tres, 24 en tenien quatre i 36 en tenien cinc o més. 55 habitatges disposaven pel capbaix d'una plaça de pàrquing. A 24 habitatges hi havia un automòbil i a 46 n'hi havia dos o més.

### Piràmide de població
La piràmide de població per edats i sexe el 2009 era:
| Homes | Edats   | Dones |
| ----- | ------- | ----- |
| 0     | 95 o +  | 0     |
| 0     | 90 a 94 | 0     |
| 0     | 85 a 89 | 0     |
| 0     | 80 a 84 | 0     |
| 0     | 75 a 79 | 12    |
| 4     | 70 a 74 | 0     |
| 0     | 65 a 69 | 0     |
| 4     | 60 a 64 | 4     |
| 4     | 55 a 59 | 4     |
| 4     | 50 a 54 | 4     |
| 4     | 45 a 49 | 0     |
| 12    | 40 a 44 | 16    |
| 8     | 35 a 39 | 24    |
| 16    | 30 a 34 | 0     |
| 0     | 25 a 29 | 4     |
| 12    | 20 a 24 | 0     |
| 16    | 15 a 19 | 4     |
| 4     | 10 a 14 | 4     |
| 8     | 5 a 9   | 16    |
| 4     | 0 a 4   | 0     |

## Economia
El 2007 la població en edat de treballar era de 148 persones, 117 eren actives i 31 eren inactives. De les 117 persones actives 116 estaven ocupades (62 homes i 54 dones) i 1 aturada (1 dona i 1 dona). De les 31 persones inactives 16 estaven jubilades, 13 estaven estudiant i 2 estaven classificades com a «altres inactius».

### Ingressos
El 2009 a Marolles-en-Beauce hi havia 76 unitats fiscals que integraven 203,5 persones, la mediana anual d'ingressos fiscals per persona era de 23.896 €.

### Activitats econòmiques
Dels 7 establiments que hi havia el 2007, 2 eren d'empreses de construcció, 1 d'una empresa de comerç i reparació d'automòbils, 1 d'una empresa d'informació i comunicació i 3 d'empreses de serveis.
Dels 2 establiments de servei als particulars que hi havia el 2009, 1 era un guixaire pintor i 1 electricista.
L'any 2000 a Marolles-en-Beauce hi havia 8 explotacions agrícoles.

## Equipaments sanitaris i escolars
El 2009 hi havia una escola elemental integrada dins d'un grup escolar amb les comunes properes formant una escola dispersa.

## Poblacions més properes
El següent diagrama mostra les poblacions més properes.